# تيتوسفيل
تيتوسفيل (بالإنجليزية: Titusville, Florida)‏ هي مدينة تقع في Brevard بولاية فلوريدا في الولايات المتحدة. تأسست عام 1867، تبلغ مساحتها 88.7 (كم²)، وترتفع عن سطح البحر 3 م، بلغ عدد سكانها 43761 نسمة في عام 2010 حسب إحصاء مكتب تعداد الولايات المتحدة .

## أعلام
- والاس تورنر
- جيرالد وايت
- دانيال إيتون
- جون بوستك
- هارون ووكر

## وصلات خارجية
- www.Titusville.com